# Yolanda Gómez Sánchez
Yolanda Gómez Sánchez és una jurista espanyola especialista en dret constitucional. Des de juliol de 2018 dirigeix el Centre d'Estudis Polítics i Constitucionals.

## Trajectòria
És Llicenciada en Dret per la Universitat Complutense de Madrid (1982) i doctora en Dret per la Universitat Nacional d'Educació a Distància-UNED (1987) realitzant la tesi sobre “El Derecho constitucional relativo al matrimonio y a la familia: los artículos 32 y 39 de la Constitución española de 1978”. És catedràtica de Dret Constitucional Universitat Nacional d'Educació a Distància des de 2001 i catedràtica Jean Monnet 'ad personam' de la Unió Europea des de 2012.
De 1988 a 1990 va ser vicedegana de la Facultat de Dret de la UNED i ha estat també Secretària del Departament de Dret Constitucional de la UNED on ha desenvolupat una part important de la seva labor docent i investigadora, dedicant-se principalment a la matèria de drets fonamentals, igualtat i avaluació de l'impacte de gènere, i dret de la Unió Europea. També ha treball especialment en matrimoni i reproducció, dona i biodrets i igualtat en la successió de la Corona.
Ha format part del Grup Español d'Experts de l'Agència dels Drets Fonamentals de la UE, del Comitè Internacional de Bioètica de la Unesco (2004-2008) i del Comitè de Bioètica d'Espanya. També és membre de la Xarxa Feminista de Dret Constitucional.
És sotsdirectora de la Revista de Dret Polític de la UNED i acadèmica corresponent de la Real Acadèmia de Jurisprudència i Legislació (RAJL).
En els últims anys ha col·laborat en diversos mitjans de comunicació com el diari El País.
Al juliol de 2018 va ser nomenada directora del Centre d'Estudis Polítics i Constitucionals substituint a Benigno Pendás nomenat pel Govern de Rajoy en 2012.